# Ляля, Альтин
Альтин Ляля (алб. Altin Lala; род. 18 ноября 1975, Кавая, Албания) — албанский футболист, полузащитник.

## Биография

### Клубная карьера
Альтин Ляля начал свою футбольную карьеру в тиранском «Динамо». В 1996 году Алтин отправился в Германию, выступать за команду «Боруссия» из Фульды, которая выступала в третьем дивизионе. В составе «Боруссии» Ляля провёл два сезона, отыграв за это время 56 матчей и забив 6 мячей.
21 июля 1998 Алтин подписал контракт с клубом Второй Бундеслиги «Ганновер 96». Его дебют состоялся 30 июня 1998 года в матче против «Карлсруэ», который завершился победой «Ганновера» со счётом (1:0).
Алтин в сезоне 2000/01 во многом помог клубу вернуться в клубу в Бундеслигу. В 2004 году Алтин стал капитаном команды и являлся им вплоть до ухода из клуба.
В 2012 году стал игроком клуба «Бавария II»

### Карьера в сборной
Выступал за юношескую сборную Албании до 17 лет и молодёжную сборную Албании до 21 года. В национальной сборной Албании Альтин Ляля дебютировал в 1994 году, за это время Алтин провёл 79 матчей и забил 3 мяча.

## Достижения
- Чемпион Второй Бундеслиги: 2001